# Krytyka Polityczna
Krytyka Polityczna (polska: Den politiska kritiken) är en polsk tidskrift och tankesmedja grundad 2002. Tidskriften har av svenska skribenter betecknats som vänsterliberal men även jämförts med tidskriften Tvärdrag. Tidskriften har även en ukrainsk upplaga och ger stundtals ut texter på engelska.